# パッケージ管理システム

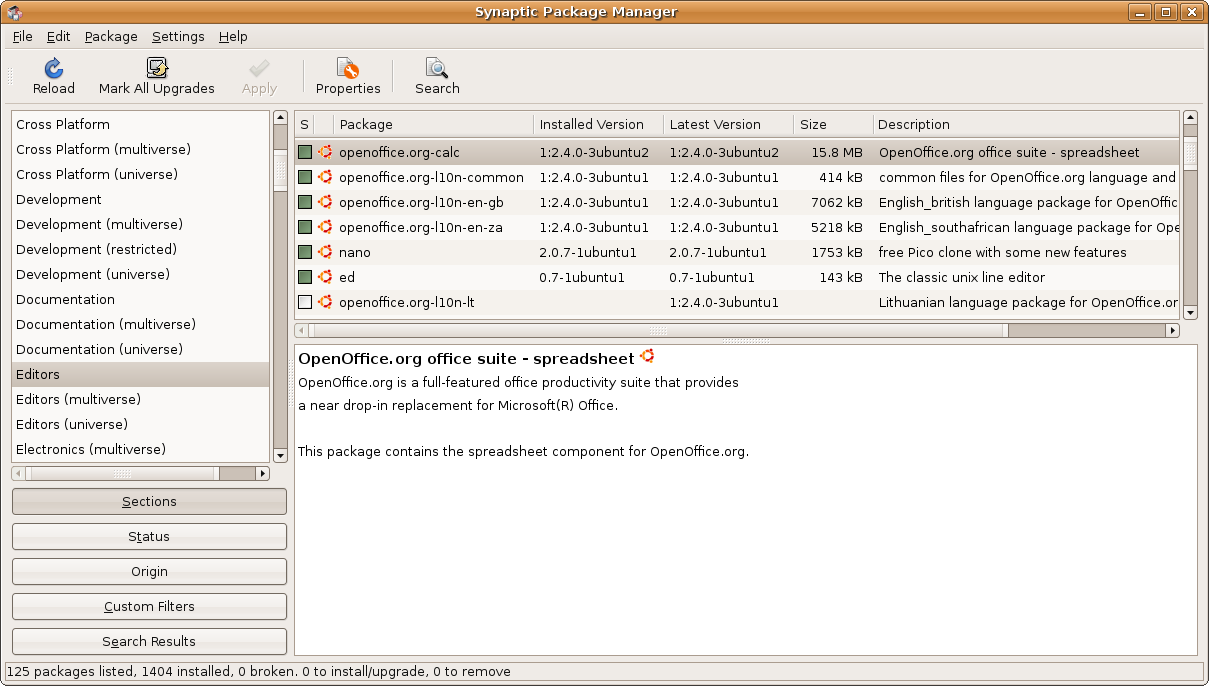
Synaptic - APTパッケージ管理システムのGUI

パッケージ管理システム（パッケージかんりシステム、英: package management system）、またはパッケージマネージャ（英: package manager）とは、コンピュータプログラムのインストール、アップグレード、設定、アンインストールのプロセスを一貫した方法で自動化するシステムである。
パッケージ管理システムはパッケージを扱う。これは、ソフトウェアやデータをアーカイブ化したものである。パッケージには、ソフトウェアの名前、説明、バージョン番号、ベンダー、チェックサム（暗号学的ハッシュ関数が望ましい）、ソフトウェアが適切に実行されるために必要な依存関係のリストなどのメタデータが含まれる。インストール時に、メタデータはローカルパッケージデータベースに保存される。パッケージ管理システムは通常、ソフトウェアの不一致や前提条件の不足を防ぐために、依存関係とバージョン情報のデータベースを保持する。パッケージ管理システムは、ソフトウェアリポジトリ、バイナリリポジトリマネージャー、およびアプリケーションストアと密接に連携する。
パッケージ管理システムは、手動でのインストールやアップグレードの必要性を排除するように設計されている。通常、数百あるいは数万の個別のソフトウェアパッケージで構成されるオペレーティングシステムを持つ大企業にとって、これは特に便利である。

## 歴史
初期のパッケージ管理システムとして、IBM AIXのSMIT（およびそのバックエンドinstallp）があった。SMITは1989年にAIX 3.0で導入された。  
1994年頃の初期のパッケージ管理システムには自動で依存関係を解決する機能はなかったが、ソフトウェアのインストールやアンインストールのプロセスを大幅に簡素化することができた。  
1995年頃、CPANに始まり、パッケージ管理システムはリポジトリからパッケージをダウンロードし、その依存関係を自動的に解決することで必要に応じてインストールすることができるようになり、ソフトウェアのインストールやアンインストール、更新がはるかに簡単になった。

## 機能
ソフトウェアパッケージは、コンピュータプログラムとそのデプロイに必要なメタデータを含むアーカイブファイルである。コンピュータプログラムは、最初にコンパイルしてビルドする必要があるソースコードである場合がある。メタデータには、パッケージの説明、バージョン番号、依存関係（事前にインストールする必要がある他のパッケージ）などが含まれる。
パッケージ管理システムは、ユーザーのコマンドに応じてソフトウェアパッケージを検索、インストール、保守、またはアンインストールする。パッケージ管理システムの一般的な機能は次のとおりである。
- ファイルアーカイバを使用してパッケージアーカイブを展開する。
- チェックサムとデジタル証明書をそれぞれ検証し、パッケージの整合性と信頼性を確保する。
- ソフトウェアリポジトリやアプリケーションストアから既存のソフトウェアを検索、ダウンロード、インストール、または更新する。
- ユーザーの混乱を避けるために、パッケージを機能別にグループ化する。
- 依存関係を管理し、あるパッケージに必要なすべてのパッケージがインストールされるようにすることで、「依存関係地獄」を回避する。

### 共有ライブラリの課題
静的ライブラリリンクではなく動的ライブラリリンクに依存するコンピュータシステムでは、パッケージやアプリケーション間で実行可能ライブラリを共有する。これらのシステムでは、異なるバージョンのライブラリを必要とするパッケージ間の競合関係により、俗に「依存関係地獄」と呼ばれる問題が発生する。Microsoft Windowsシステムでは、動的にリンクされたライブラリを使用する場合、これは「DLL地獄」とも呼ばれる。  
最新のパッケージ管理システムでは、複数のバージョンのライブラリ（OPENSTEPのFrameworkシステムなど）や、あらゆる種類の依存関係（Portageのスロットなど）、さらには異なるコンパイラバージョンでコンパイルされたパッケージ（安定したABIが存在しないGlasgow Haskell Compilerによって構築された動的ライブラリなど）の並列インストールを許可することで、これらの問題をほぼ解決し、他のパッケージがリンクされたバージョンやインストールされたバージョンを指定できるようにしている。

### ローカルでコンパイルされたパッケージのフロントエンド
システムアドミニストレータは、パッケージ管理ソフトウェア以外のツールを使用してソフトウェアをインストールおよび保守する場合がある。たとえば、ローカル管理者がパッケージ化されていないソースコードをダウンロードし、コンパイルしてインストールする場合がある。これにより、ローカルシステムの状態がパッケージ管理システムのデータベースの状態と同期されなくなる可能性がある。ローカル管理者は、一部の依存関係を手動で管理したり、変更をパッケージ管理システムと統合したりするなど、追加の対策を講じる必要がある。
ローカルでコンパイルされたパッケージがパッケージ管理システムに統合されていることを確認するためのツールがある。.debファイルと.rpmファイルベースのディストリビューションやSlackwareにはCheckInstallがあり、Gentoo LinuxなどのレシピベースのシステムやArch Linuxなどのハイブリッドシステムでは、最初にレシピを記述して、パッケージがローカルパッケージデータベースに適合するようにすることができる。

### 設定のメンテナンス
ソフトウェアのアップグレードで特に厄介なのは、設定ファイルのアップグレードである。少なくともUnixシステムでは、パッケージ管理システムはファイルアーカイバの拡張機能として始まったため、通常は設定ファイルにルールを適用することはできず、設定ファイルを上書きするか保持するかしかできない。ただし、カーネル設定は例外である（カーネル設定が壊れていると、再起動後にコンピューターが使用できなくなる）。設定ファイルの形式が変わると問題が発生する可能性がある。たとえば、古い設定ファイルで無効にすべき新しいオプションが明示的に無効になっていない場合などである。Debianのdpkgなど、一部のパッケージ管理システムでは、インストール中に設定を行うことができる。他の状況では、たとえば多数のコンピュータへのヘッドレスインストールなど、パッケージをデフォルト設定でインストールしてからこの設定を上書きすることが望ましい場合がある。このような事前設定済みインストールも、dpkgによってサポートされている。

### リポジトリ
ユーザが自分のシステムにインストールを許可するソフトウェアの種類をより細かく制御できるようにするため（また、ディストリビューター側の法的または利便性上の理由により）、ソフトウェアは多くの場合、複数のソフトウェアリポジトリからダウンロードされる。

### アップグレードの抑制
ユーザーがパッケージ管理システムを操作してアップグレードを行う場合、通常、実行するアクションのリスト（通常はアップグレードするパッケージのリストで、場合によっては古いバージョン番号と新しいバージョン番号も表示される）がユーザーに提示され、ユーザーがアップグレードを一括で受け入れるか、アップグレードするパッケージを個別に選択できるようになる。多くのパッケージ管理システムは、特定のパッケージをアップグレードしないように設定したり、ソフトウェアのパッケージ作成者が定義したように、以前のバージョンに重大な脆弱性や不安定性が見つかった場合にのみアップグレードするように設定したりできる。このプロセスは、バージョンピンニング（version pinning）と呼ばれることもある。
例として、以下のようなものがある。
- yumは、構文 exclude=openoffice* でこれをサポートする[10]。
- pacmanは、IgnorePkg=openoffice を使用する[11]（どちらの場合も openoffice のアップグレードを抑制する）。
- dpkgとdselectは、パッケージ選択の hold フラグを通じてこれを部分的にサポートする。
- APTは、複雑なピン留めメカニズムを通じて hold フラグを拡張する[12]（ユーザーはパッケージをブラックリストに登録することもできる[13]）。
- aptitudeには、hold フラグと forbid フラグがある。
- portageは、package.mask 設定ファイルを通じてこれをサポートする。

### カスケードパッケージ削除
より高度なパッケージ管理システムの中には「カスケードパッケージ削除（cascading package removal）」を提供するものもあり、対象とするパッケージに依存するすべてのパッケージと、対象パッケージのみが依存するすべてのパッケージが削除される。

### コマンドの比較
コマンドはパッケージ管理システムごとに固有であるが、ほとんどのパッケージ管理システムが同様の機能を提供しているため、大部分は翻訳可能である。
| ツール    | インストール                  | アップデート                 | アンインストール             |
| --------- | ----------------------------- | ---------------------------- | ---------------------------- |
| APT       | apt install <パッケージ名>    | apt upgrade [パッケージ名]   | apt remove <パッケージ名>    |
| DNF / yum | dnf install <パッケージ名>    | dnf update [パッケージ名]    | dnf remove <パッケージ名>    |
| Homebrew  | brew install <パッケージ名>   | brew update                  | brew remove <パッケージ名>   |
| Nix       | nix-env -i <パッケージ名>     | nix-env -u [パッケージ名]    | nix-env -e <パッケージ名>    |
| Pacman    | pacman -S <パッケージ名>      | pacman -Syu                  | pacman -R <パッケージ名>     |
| ZYpp      | zypper install <パッケージ名> | zypper update [パッケージ名] | zypper remove <パッケージ名> |

Arch Linux wiki Pacman/Rosettaでは広範な概要が提供されている。

## パッケージ形式
OSになんらかのソフトウェアを追加インストールする場合には、ソフトウェアに関係するファイル一式をまとめた「パッケージ」が利用される。パッケージの形式は複数あるが、利用される形式はOSによって限定されることが多い。

### 実行形式でないもの
以下のパッケージには、インストールされるデータ・依存関係のみが含まれており、OSに搭載されているパッケージ管理システムを用いることでインストールできる。
RPM形式パッケージRed Hat Linux用に開発されたパッケージ形式。Red Hat Enterprise LinuxのほかTurbolinuxやVine Linux等でも利用される。
deb形式パッケージDebian用に開発されたパッケージ形式。dpkgやAPTを用いてインストール・管理される。
ports形式パッケージFreeBSDで利用されるパッケージ形式。
pkg形式パッケージSolarisで利用されるパッケージ形式。FreeBSD 10.0でも、以前はpkgngと呼ばれていた形式がpkg(8)として採用されている。

### 実行形式
ソフトウェアのアーカイブにインストール処理を行う仕組みを追加した形式。Mac OSやWindowsでよく使われ、Linuxディストリビューション向けのソフトウェアでも稀に利用される。依存関係の解決・インストールは、パッケージが独自に行う。
InstallShieldベースのパッケージInstallShieldは、Windowsをはじめ、macOSやLinux等のPC-UNIX向けのインストーラーを作成できる。
シェルスクリプトベースのパッケージ主にBashで書かれ、複数のディストリビューションを対象としたLinux向けのプロプライエタリソフトウェアに用いられる形式。
この他、ソフトウェアのソースコードがアーカイブされたパッケージも存在する。LinuxやFreeBSD等を含むUnix系OS等では、おもにtar.gz形式やtar.bz2形式などで配布されている。利用者は対象とするPC環境に合わせて構成やコンパイル等の作業を行った上でインストールする。多くの場合、Autotoolsによって作成された「configure」という名前のシェルスクリプトが付属しており、これを実行することでその環境における依存関係の確認や、コンパイルのためのMakefileの作成が行われる。ソースコードと、コンパイルのために必要なパッケージ（ビルド依存）は、パッケージ管理システムの機能を利用してダウンロードできる場合もある。

## パッケージを扱うツール

### Debian系

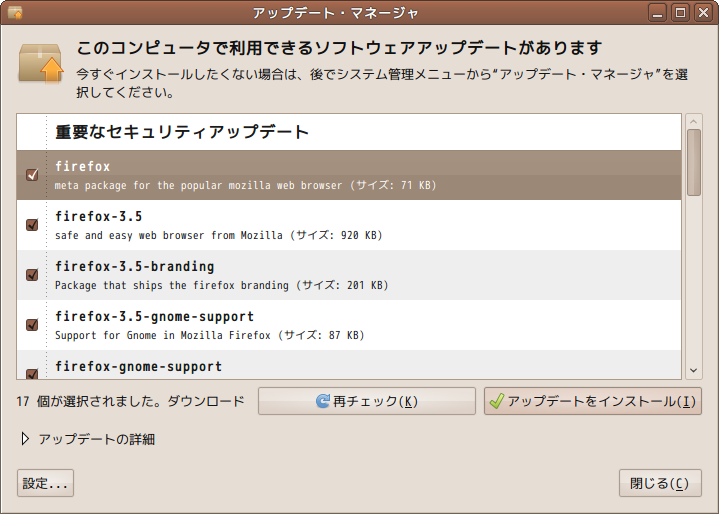
パッケージ管理システムの自動更新機能。
図は、アップデート・マネージャ(update-manager)の画面。

dpkgdeb形式パッケージを対象としたDebian GNU/Linuxで開発されたツール。
APTdeb形式を対象として開発された、dpkgの高機能フロントエンド。apt-getやapt-cache等の複数のコマンドから成る。配布パッケージの自動入手先として、インターネット、LAN、CD-ROM等をapt-lineとして複数指定することができる。追加インストールのほか、導入済パッケージのアップデート作業も自動処理できる。Debianから派生したディストリビューションでは、それぞれ個別のapt-lineを用意していることが多い。
aptitudeTUI上で動くメニュー形式のツール。内部的にAPTを呼び出す仕組みで、DebianのOSインストール中にも、aptitudeが呼び出されるようになっている。
synapticGUI(X Window System)上で動くメニュー形式のツール。内部的にAPTを呼び出し処理する。
apt-watch / update-managerGUI上で動く、自動更新アプレット。レッドハットのパッケージ管理ツールである RHN と類似した機能を有することが特徴である。内部的に APT を呼び出し処理する。

### Red Hat系
RPMrpm形式パッケージを対象とした Red Hat Linux で開発されたツール。単純なインストールのほか、src.rpm形式やnosrc.rpm形式 + ソースアーカイブなどを使って、ソースからのリビルドを行いrpmパッケージを生成する機能もある。以下のパッケージ管理ツールはいずれも RPM を置き換えるものではなく、RPMをバックエンドとして利用し、より高度な機能を提供している。
apt-rpm、aptitude、synaptic本来deb形式対応のこれらのツールは RPM 対応版が作成され、Fedora や Vine Linux 等で利用されている。
TurboPackagerpm形式パッケージを対象としたTurbolinuxで開発されたツール。
up2daterpm 形式パッケージを対象にしたレッドハットのパッケージ管理ツール。同社のRed Hat Enterprise Linux （バージョン4まで）で採用されている。Fedoraの古いバージョンでも採用されていた。
Yumrpm 形式パッケージを対象としたYellow Dog Linuxで開発されたツール。Red Hat Enterprise LinuxやCentOSなどで標準として採用されている。Fedoraではバージョン21まで標準で採用されていた。
DNFrpm 形式パッケージを対象としたYumからフォークして開発されたツール。Fedoraではバージョン22より標準として採用された。

### rPath系
ConaryConaryはForesight LinuxやrPath Linuxにより採用され、RPM、CVS、Portageなどの優れた点を集め、さらにいくつか優れた機能を追加し、明解なリビジョン・コントロールを行う先進的な次世代パッケージ管理システムである。Conaryはアップデートされる必要があるパッケージにおいて、特定のファイルのみをアップデートするので、RPMやdebなどパッケージ全体がダウンロードされる他のフォーマットよりも効率的である。

### Gentoo Linux
Gentoo Linuxでは原則として、ソフトウェアをソースコードからコンパイルしてインストールするようになっている。そのため、最適化された効率的で高速なシステムを構築可能である。しかし、コンパイルするために多くの時間と演算処理を要する。
インストールするソフトウェア自体は公式のものかミラーサイトからダウンロードするため、Gentoo Linuxにおけるパッケージの本体部分は、インストール手順が書かれたBashスクリプトである。
Mozilla FirefoxやLibreOfficeなどはコンパイルに時間がかかるため、バイナリパッケージも用意されている。Adobe FlashやGoogle Chromeなどのプロプライエタリソフトウェアも、公式に配布されているバイナリファイルをダウンロードしてインストールすることが可能なようになっている。
Gentoo Linuxのパッケージ管理システムは当初はPortageのみであったが、現在では規格として標準化されているため、承認されたパッケージ管理システムが複数あり、そのいずれかを使用することになる。
PortageGentoo Linuxのデフォルトのパッケージ管理システムである。プログラミング言語にはスクリプト言語であるPythonを採用して書かれている。FreeBSDのportsに着想を得て開発された。Gentoo Linuxの他にも、FreeBSDやmacOSにも移植されている。
PaludisGentoo Linuxから派生したディストリビューションであるExherbo Linuxのパッケージ管理システムであり、Gentoo Linuxでも使用可能になっている。プログラミング言語には主にC++が用いられている。
pkgcorePortageと互換性が高くこれに代替しうる、より効率的なパッケージ管理システムを目指してつくられた。主にPythonで書かれている。

### openSUSE
YaSTrpm 形式パッケージを対象としたSuSE Linuxで開発されたツール。YaSTは単なるパッケージ管理ツールではなく、統合的なシステム管理ツールである。
ZYpp充足可能性問題の解決に焦点を当てて開発されたパッケージ管理システム。

### Slackware
pkgtoolSlackware標準のパッケージ管理ツール。APTやYumと比較して極めてシンプルなツールであり、バージョン管理は行えない。
slackpkgSlackwareで使用できるパッケージ管理ツール。標準ではインストールされない。Slackware標準パッケージしか扱えないものの、インストールすればAPTやYumのようなバージョン管理をSlackwareで実現することができる。
sbopkgSlackware用リポジトリ、SlackBuilds.org用のパッケージ管理ツール。上記のとおり、slackpkgではサードパーティーパッケージを扱えないため、独自に提供されている。

### Arch Linux
pacmanArch Linux向けに開発されたパッケージ管理ツール。コンパイル済みバイナリとパッケージ情報を含んだ独自の.pkg.tar.zstフォーマットを用いる。プログラミング言語はCが用いられている。

### ディストリビューション非依存
nixDebian、openSUSE、Fedora等多数のディストリビューションに対応した環境非依存型パッケージ管理ツール。既存環境の依存関係に関わりなくサードパーティー製ソフトウェアをインストールできるうえ、旧来のパッケージ管理ツールでは実現できなかった同一ソフトウェアの複数バージョン共存が実現できる。
Snapカノニカルによる、サンドボックス技術を利用したディストリビューション非依存なパッケージ管理ツールおよびシステム。クラウドやIoTでも利用でき、複数バージョンの共存やAppArmorを使ったアクセス制限も可能。Ubuntuで標準で利用できるが他の多くのディストリビューションで利用できる。
FlatpakGNOME発の技術で、freedesktop.orgのプロジェクトとして開発されている、サンドボックス技術を利用したディストリビューション非依存なパッケージ管理ツールおよびシステム。上記2種と同様に複数バージョンの共存が可能。Snapと違いデスクトップアプリケーション専用で、主要ディストリビューションで利用可。

### FreeBSD
ports原則的にソースをコンパイルしてインストールするようになっている。このため、PCごとに命令レベルで最適化された、処理効率として無駄の少ない環境を構築できる。ただし、インストールに長時間かかる。バイナリで用意されたパッケージをpkg(8)によりインストールすることもできる。ソースをコンパイルしたものとバイナリでインストールしたものとは単一のデータベースで統一管理されるようになっているため、それぞれのパッケージの性格に応じてソースからのコンパイルとバイナリインストールとを選択することが可能である。詳細はFreeBSDおよびFreeBSD Portsを参照。

### NetBSD
pkgsrc原則的にソースをコンパイルしてインストールするようになっている。このため、PCごとに最適化された、無駄の少ない環境を構築できる。ただし、インストールに長時間かかる。また、OS/CPUには依存せず、NetBSD以外にもLinuxやmacOS、Solarisなどでも使える。

### macOS
macOSには、MacPorts、Fink、Homebrewなどがある。

### Windows
PackageManagementWindows公式のパッケージ管理ツール。PowerShell 5.0に組み込まれており、様々なリポジトリが存在する。
ChocolateyWindows NT向けのパッケージ管理ツール。.NET Framework向けパッケージ管理システムNuGetのパッケージインフラを利用している。
Windows Package ManagerWindows公式のパッケージ管理ツール。MicrosoftがWindows 10とWindows 11のために設計し、フリーかつオープンソースである。winget の名で知られる。

## プログラミング言語のパッケージ
プログラミング言語においては、プログラムのソースコードを管理するために、パッケージ管理システムが使われる。その性質からほとんどがソースコード形式で管理・配布されている。

### Rust
CargoCargoはRust言語製ソフトウェアプロジェクト（"crate" と呼ばれる）のCUIのビルドツールであり、パッケージ管理システムの機能をも持つ。Cargoの依存ライブラリのダウンロード先はcrates.ioである。

### Dart
PubPubはDart言語製ソフトウェアプロジェクトのCUIのビルドツールであり、パッケージ管理システムの機能をも持つ。Pubの依存ライブラリのダウンロード先はPub.devである。

### Ruby
RubyGemsRubyGemsはRuby言語用のパッケージ管理システムであり、Rubyのプログラムと（"gem" と呼ばれる）ライブラリの配布用標準フォーマットを提供している。

### Go
GoModGoModはGo言語用のパッケージ管理システムであり、Goのプログラムと（"mod" と呼ばれる）ライブラリの配布用標準フォーマットを提供している。

### Python
pipPythonの標準的なパッケージ管理システム。condaと違いマシン単位で依存パッケージを管理する。
Conda科学計算のためのPythonプラットフォームAnacondaの一部として提供されているPythonパッケージ管理システム。

### JavaScript/Node.js
npm"Node Package Manager" 現在ではフロントエンドのパッケージも受け入れが進んでおり、登録されているパッケージ数は非常に多い。

### Fantom
BuildPodBuildPodはfantom言語用のパッケージ管理システムであり、fantomのプログラムと（"pod" と呼ばれる）ライブラリの配布用標準フォーマットを提供している。

### 共通環境の複数言語
NuGet.NET Framework
CocoaPodsObjective-Cランタイムで動作する、Objective-C、Swift、向けパッケージ管理システムである。RubyGemsに影響を受けている。

### その他の言語
そのほか、以下のようなものがある。
ComposerPHP
CPANPerl
CRANR
elm-packageElm
ConanC/C++
DUBD
MavenJava